# 南陽市役所站
南陽市役所站（日语：／ Nanyōshi yakusho eki */?）（又稱南陽市政廳站）是位於山形縣南陽市三間通，山形鐵道的花長井線車站。

## 歷史
- 1988年（昭和63年）10月25日 - 山形鐵道花長井線開業，此車站同日啟用。

## 車站構造
車站是一座地面車站，設有1面1線的單式月台。月台上設有候車室。此站是無人車站。
由於此站距離赤湯站較近，因此月台靠近宮內一方設有赤湯站的遠方信號燈。
車站鄰接南陽市政廳，月台設有樓梯連接市政廳入口（通用出口），方便乘客前往該處。但是由於該處設有大型停車場，因此較少人使用此站。

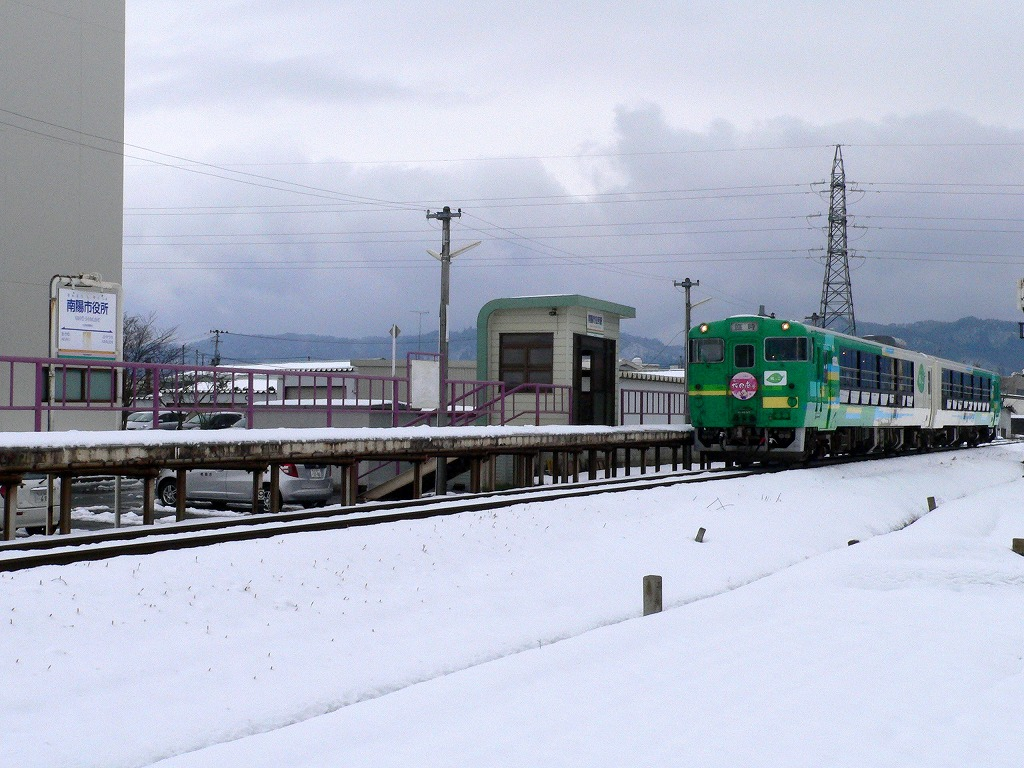
月台

## 車站周邊
- 南陽市政廳
- 南陽市文化會館
- 南陽市消防總部（日语：南陽市消防本部）
- 國道113號（日语：国道113号）
- 夜行高速巴士阿卡迪亞號（日语：アルカディア号 (高速バス)）（前往大阪）：「南陽市政廳前」巴士站
- 高速巴士Zao號（日语：Zao号）（前往新潟）：「南陽市政廳站」巴士站

## 使用狀況
以下為1日平均乘車人次變化
| 乘車人次變化 | 乘車人次變化      |
| 年度         | 一日平均 乘車人次 |
| ------------ | ----------------- |
| 1997         | 8                 |
| 1998         | 8                 |
| 1999         | 8                 |
| 2000         | 9                 |
| 2001         | 8                 |
| 2002         | 8                 |
| 2003         | 8                 |
| 2004         | 8                 |
| 2005         | 7                 |
| 2006         | 7                 |
| 2007         | 7                 |
| 2008         | 7                 |
| 2009         | 7                 |
| 2010         | 7                 |
| 2011         | 7                 |
| 2012         | 7                 |
| 2013         | 6                 |
| 2014         | 6                 |
| 2015         | 6                 |
| 2016         | 6                 |
| 2017         | 6                 |

## 相鄰車站
山形鐵道
花長井線
赤湯－南陽市役所－宮內

## 注腳
1. ↑  山形縣統計年鑑